# Mi noche triste

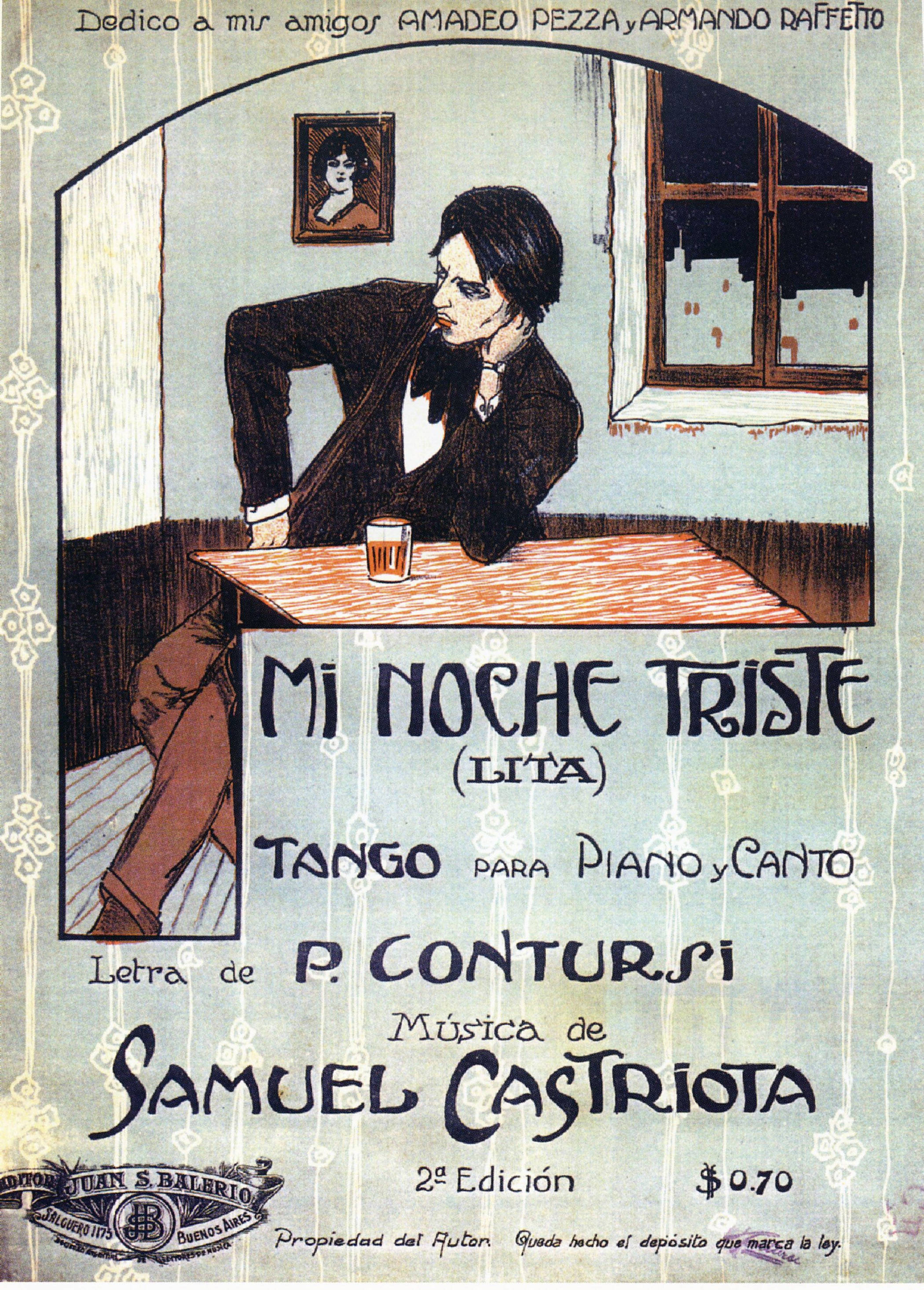
Titelblatt der Partitur von Mi noche triste

Mi noche triste (dt. Meine traurige Nacht) gilt als der Beginn der Tango Canción, des gesungenen Tangoliedes. Mit der Musik von Samuel Castriota (1885–1932) und dem Text von Pascual Contursi (1888–1932) ist es neben Flor de fango der erste Tango Carlos Gardels, von dem es eine Schallplattenaufnahme gibt.

## Geschichte
Ursprünglich wurde Mi noche triste 1915 von Samuel Castriota in Buenos Aires als Instrumentaltango komponiert. Kurz darauf schrieb Pascual Contursi in Montevideo seinen Text. Der ursprüngliche Titel des Stückes (noch ohne Text) lautete Lita. Die Uraufführung war 1916 durch das Trio des Pianisten Castriota im Café El Protegido in Buenos Aires. Wann die Uraufführung mit Text stattfand ist nicht gesichert. Einige Tangoforscher vermuten, dass es der Texter Contursi selbst war, der um den Jahreswechsel 1916/1917 den Tango im Cabaret Moulin Rouge in Montevideo erstmals sang. Andere datieren die Uraufführung auf den Januar 1917 im Teatro Urquiza in Montevideo durch Carlos Gardel und dessen Partner José Razzano. Wieder andere Quellen nennen Gardel und den 3. Januar 1917 im Teatro Esmeralda in Buenos Aires. Zweifellos war es der erste Tango mit einem gesungenen Text. Gardels Schallplattenaufnahme für Odeon mit seinem Gitarristen José Ricardo datiert auf den Mai 1917. Eine weitere Aufnahme folgte im April 1930 für das gleiche Label.
Mi noche triste kultivierte ein elementares Thema des Tango Argentino: Die Klage eines Mannes an die Geliebte, die ihn verlassen hat. Der Text war sentimental, nostalgisch, melodramatisch und traurig. Das war zwar nichts Neues, doch es ging einher mit der Etablierung einer neuen Sprache: dem Lunfardo. Es war die gewöhnliche Sprache von gewöhnlichen Menschen, auch wenn dieser Jargon damals noch dem Ganoven- und Zuhältermilieu zugeordnet wurde. Contursi benutzte Worte wie percanta (‚Flittchen‘), amurar (‚verlassen‘), catrera (‚Bett‘), cabrera (‚grimmig, verärgert‘) oder cotorro (‚Bude‘). Er hatte damit erfolgreich die Sprache des Volkes getroffen, auch wenn der Text in den besseren Kreisen noch lange als unanständig galt. Für Contursi bedeutete das Lied den endgültigen Durchbruch. Die Klage des verlassenen Machos griff er in dem Text für La Cumparsita, den er gemeinsam mit Enrique Pedro Maroni verfasste, in fast identischem Wortlaut wieder auf.

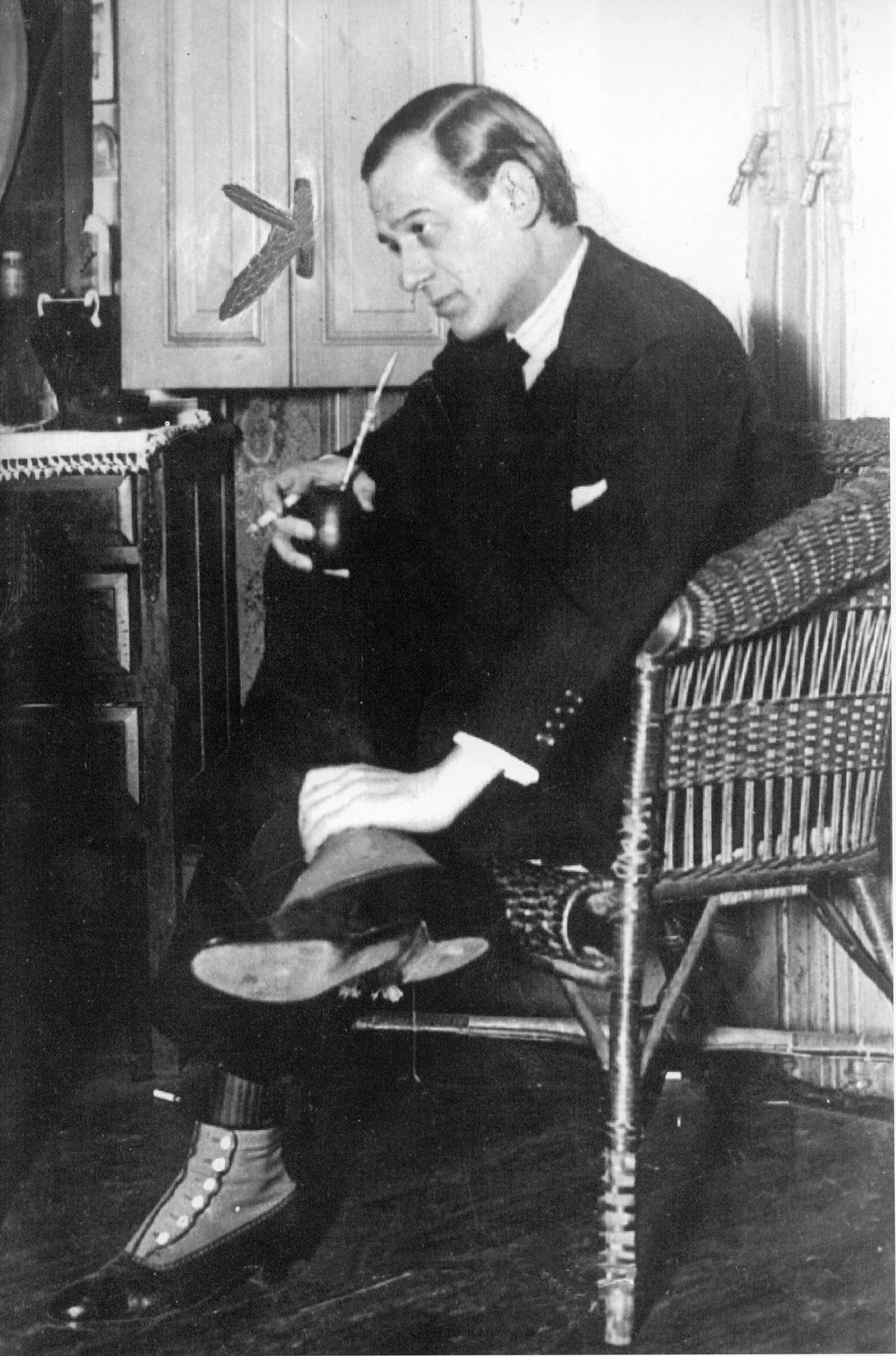
Pascual Contursi

## Beispielhafte Einspielungen
- 1917: Carlos Gardel und José Ricardo (Odeon)
- 192?: Roberto Diaz und das Orchester Cayetano Puglisi (Victor)
- 1930: Carlos Gardel (Odeon)
- 1932: Alberto Gómez (Victor)
- 1948: Francisco Florentino und das Orchester José Basso (Victor)
- 1949: Floreal Ruiz und das Orchester Francisco Rotundo (Odeon)
- 1949: Jorge Casal und das Orchester Florindo Sassone (Victor)
- 1949: Edmundo Rivero und das Orchester Aníbal Troilo (Victor)
- 1961/1964: Julio Sosa und das Orchester Leopoldo Federico (Columbia)
- 1965: Armando Laborde und das Orchester Juan D’Arienzo (Victor)